# Pekka Lagerblom
Pekka Lagerblom (Lahti, 19 de outubro de 1982) é um futebolista finlandês que joga no Jacksonville Armada.

## Títulos
Werder Bremen
- Campeonato Alemão: 2004
- Copa da Alemanha: 2004